# Los Realejos
Los Realejos est une commune de la province de Santa Cruz de Tenerife dans la communauté autonome des Îles Canaries en Espagne. Elle est située au nord de l'île de Tenerife.

## Géographie

### Localisation

Localisation de l'île de Tenerife dans les Îles Canaries.
Localisation de Los Realejos dans l'île de Tenerife.

|                       | Océan Atlantique |                                 |
| San Juan de la Rambla | Los Realejos     | Puerto de la Cruz et La Orotava |
|                       | La Orotava       |                                 |

### Localités de la commune
- El Toscal (3 080)
- La Longuera (3 418)
- Icod el Alto (3 458)
- La Carrera (2 187)
- La Cartaya (450)
- La Cruz Santa (3 345)
- La Ferruja (930)
- La Grimona (762)
- La Higuerita (72)
- La Montañeta (2 002)
- La Zamora (630)
- Las Llanadas (620)
- Palo Blanco (1 056)
- Realejo Alto (6 655)
- Realejo Bajo (950)
- San Agustín (4 364)
- San Benito (777)
- San Vicente (873)

Entre parenthèses figure le nombre d'habitants de chaque village en 2007.

## Démographie
| Année | Population | Densité   |
| ----- | ---------- | --------- |
| 1991  | 29.829     | 516,3/km² |
| 1996  | 32.599     | 564,2/km² |
| 2001  | 33.438     | 578,7/km² |
| 2002  | 35.299     | 610,9/km² |
| 2003  | 35.799     | 619,6/km² |
| 2004  | 35.756     | 618,8/km² |
| 2005  | 36.243     | 627,3/km² |
| 2006  | 36.746     | 636,0/km² |
| 2007  | 37.224     | 644,2/km² |
| 2009  | 37.559     | 650,0/km² |

## Événement
Les 14 et 15 mars 2009, la Coupe d'Europe hivernale des lancers, une compétition d'athlétisme, s'est déroulée à Los Realejos.